# Anne Ingvar
Anne Ingvar (* 3. Oktober 1949 in Stockholm) ist eine schwedische Filmproduzentin.
Für den Film Tsatsiki – Tintenfische und erste Küsse (1999) gewann sie den schwedischen Guldbagge-Preis.
Sie ist seit 1995 Produktionschefin der Felicia Film in Stockholm.

## Filmographie
- 1996 – Hugo, das Dschungeltier – Filmstar wider Willen (Jungledyret 2 – den store filmhelt)
- 1999 – Tsatsiki – Tintenfische und erste Küsse (Tsatsiki, morsan och polisen)
- 2000 – Bollen i ögat
- 2001 – Tsatsiki – Freunde für immer (Tsatsiki – Vänner för alltid)
- 2002 – Jag är Dina
- 2005 – Percy, Buffalo Bill & jag